# الخزرجي (رواية)
الخزرجي هو اسم رواية للكاتب اليمني الطبيب مروان الغفوري وقد طبعت ونشرت النسخة الأولى منها عام 2013، وقد نشر الكاتب رواية أخرى عام 2008 باسم «كود بلو».

## سبب التسمية
جائت تسمية الرواية على مسمى شخصية في الرواية «الخزرجي».